# ای‌دی‌ای‌ان‌اس
ای‌دی‌ای‌ان‌اس (به انگلیسی: EDANS) با فرمول شیمیایی C۱۲H۱۴N۲O۳S یک ترکیب شیمیایی با شناسه پاب‌کم ۹۲۳۲۹ است. که جرم مولی آن ۲۶۶٫۳۲ g/mol می‌باشد. 